# Judson Michael Procyk

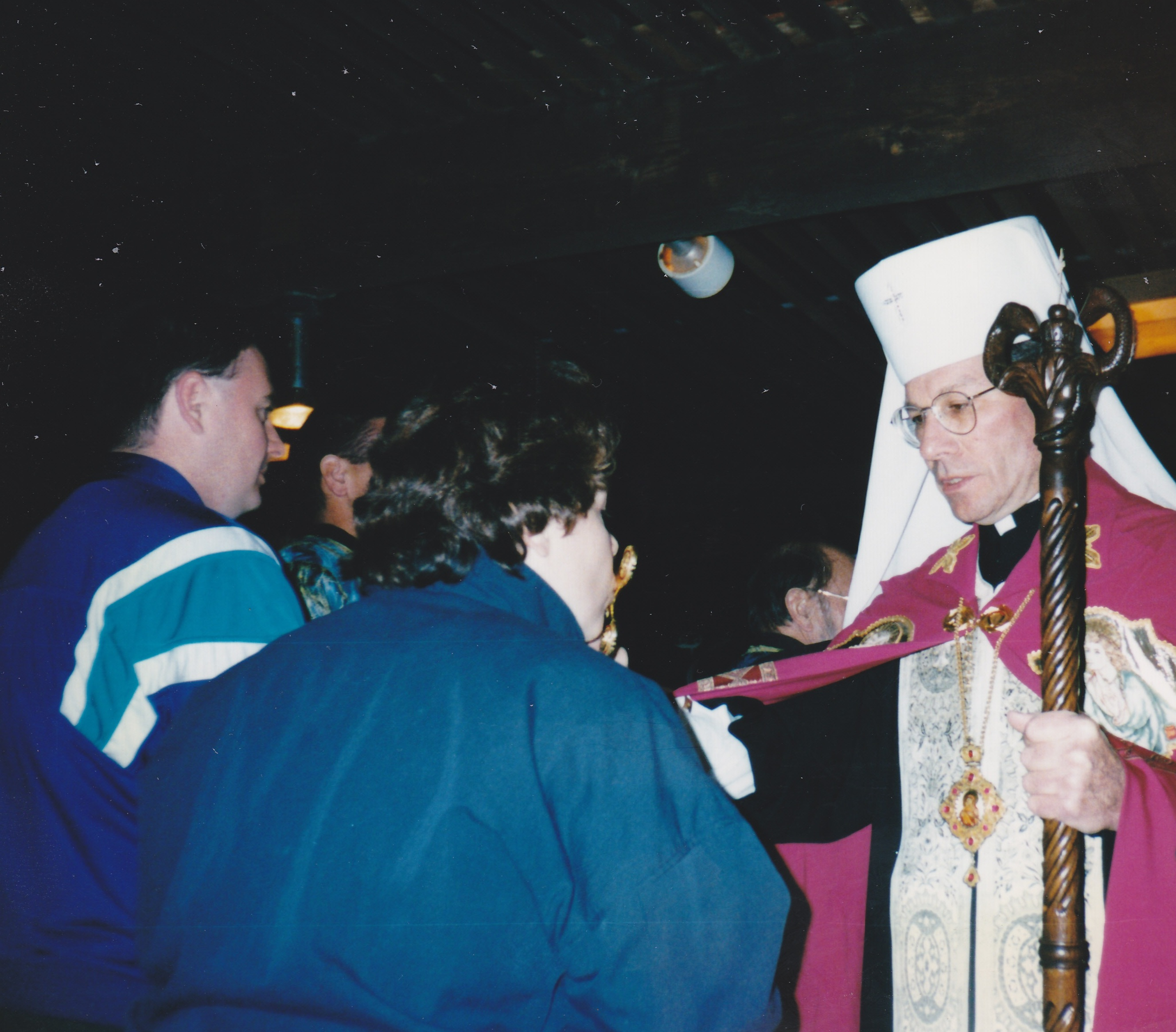
Judson Michael Procyk (1996)

Judson Michael Procyk (* 9. April 1931 in Uniontown, Pennsylvania; † 24. April 2001 in Munhall, Pennsylvania) war ein US-amerikanischer Geistlicher der Ruthenischen griechisch-katholischen Kirche und von 1994 bis 2001 Erzbischof der Erzeparchie Pittsburgh.

## Leben
Judson Michael Procyk schloss 1953 sein Studium an der Duquesne University als Bachelor of Arts ab. Er empfing am 19. Mai 1957 im byzantinisch-katholischen Seminar Saints Cyril and Methodius in Pittsburgh von Bischof Nicholas Thomas Elko die Priesterweihe. Nach verschiedenen Stationen als Gemeindepfarrer wurde Procyk 1968 stellvertretender Kanzler der Eparchie Pittsburgh und Sekretär des Bischofs Nicholas Elko. Im Jahr darauf wurde er Rektor des Priesterseminars der byzantinisch-katholischen Kirche in den USA. 
Von 1973 bis 1994 amtierte Procyk als Rektor der St John the Baptist Cathedral in Munhall (Pennsylvania), einem südöstlichen Vorort von Pittsburgh. Im Jahr 1975 verlieh ihm Papst Paul VI. den Titel eines Päpstlichen Ehrenprälaten. Unter seiner Aufsicht wurde ein neuer Kathedralbau errichtet, der sich am byzantinischen Stil der Hagia Sophia in Konstantinopel orientiert und 1994 eingeweiht wurde. 
Nach dem Tod des Erzbischofs Thomas Victor Dolinay berief Papst Johannes Paul II. Procyk am 9. November 1994 zum neuen Erzbischof von Pittsburgh. Der Bischof von Passaic, Michael Joseph Dudick, weihte ihn am 7. Februar des nächsten Jahres zum Bischof; Mitkonsekratoren waren Andrew Pataki, Bischof von Parma, und George Martin Kuzma, Bischof von Van Nuys. Judson Procyk hatte das Amt bis zu seinem Tod inne. Er wurde auf dem Friedhof Mount St. Macrina in Uniontown (Pennsylvania) bestattet.